# Feldheer
Das Feldheer ist der Teil eines Heeres, der überwiegend aus aktiven Truppenteilen besteht und die Hauptlast des Kampfes im Feld trägt.

## Allgemeine Beschreibung
Ein Feldheer besteht bereits im Frieden ganz überwiegend aus sofort einsatzfähigen, personell und materiell voll aufgefüllten Truppenteilen. Nicht aktive Truppenteile, die erst im Falle der Mobilmachung durch Reservisten aufgefüllt und damit zu aktiven Verbänden werden, machen nur einen kleinen Teil des Feldheeres aus. Die Friedensgliederung des Feldheeres entspricht daher überwiegend bereits der Kriegsgliederung. Die Truppenteile des Feldheeres tragen die Hauptlast des Kampfes und werden dazu bevorzugt ausgerüstet. Im historischen Kontext ist das „Stehende Heer“ eine in Hinsicht der Notwendigkeit zur Mobilmachung konzeptionell dem Feldheer nahestehende Organisationsbezeichnung. In Hinsicht auf die Mobilität des Feldheeres ist die Linieninfanterie eine dem Feldheer nahestehende historische Bezeichnung. 
In Abgrenzung zum Feldheer werden Teile des Heeres, die erst nach Mobilmachung durch Reservisten oder neu ausgehobene Truppen aufwachsen oder vor allem ortsgebundene Aufgaben übernehmen, beispielsweise als Ersatzheer, Landwehr, Heimatarmee, Landsturm, Territorialarmee, Nationalgarde, Heimatschutz, Heimwehr oder Territorialheer bezeichnet. Diese Teile des Heeres übernehmen für das Feldheer zahlreiche Aufgaben: dazu zählen häufig Ausbildungs- und Versorgungsaufgaben, die Organisation des Ersatzes, die Erprobung neuer Waffensysteme bis zur Feldverwendungsfähigkeit und die Aufrechterhaltung der Operationsfreiheit des Feldheeres. Das Feldheer konzentriert seine Kräfte dagegen vorrangig auf den Kampf gegen feindliche Truppen. Das Feldheer führt in modernen Streitkräften das Gefecht beweglich, während die oben aufgeführten Teile des Heeres in ihrer Mobilität deutlich hinter den Möglichkeiten des Feldheeres zurückstehen. Typisch ist die Trennung in ein voll präsentes Feldheer und einen mobilzumachenden Anteil besonders in Staaten mit Wehrpflicht.

## Etymologie
Etymologisch gesehen erinnert der Begriff „Feldheer“ daran, dass die Truppen im „Feld“ stehen (d. h. sich in Feldverwendung befinden) und an „Feldschlachten“ oder „Feldzügen“ beteiligt sind. Führer dieser im Feld stehenden Truppen werden analog häufig als „Feldherr“ bezeichnet.

## Historische Beispiele
In der historischen Konnotation bezeichnet Feldheer beispielsweise auch die in den Provinzen dislozierten Truppen Roms bzw. ganz allgemein die sich an Feldzügen beteiligen Truppen historischer Streitkräfte.
In der Wehrmacht bezeichnet das Feldheer die Truppenteile des Heeres in Feldverwendung. Die sonstigen Truppen des Heeres wurden meist zum Ersatzheer gezählt.

## Bundeswehr
In der Bundeswehr bildete das Feldheer bis 2001 den größten Teil des Heeres. Daneben bestand noch das Territorialheer als eigener Organisationsbereich. Das größtenteils voll präsente und voll motorisierte Feldheer war in die NATO-Kommandostruktur eingebunden und sollte im Verteidigungsfall das Gefecht mobil führen. Das im Verteidigungsfall mobilzumachende Territorialheer stand dagegen unter nationalem Kommando und übernahm vorrangig territorial gebundene Aufgaben in den Wehrbereichen zur Unterstützung des Feldheeres. Mit der der Übertragung dieser territorialen Aufgaben an die Streitkräftebasis im Jahr 2001 war die begriffliche Trennung in Feld- und Territorialheer weitgehend obsolet.
Der Begriff des Feldheeres lebte in der Bundeswehr jedoch fort mit der Bezeichnung Kommandeur Feldheer für die Dienststellung Stellvertreter Inspekteur des Heeres und Kommandeur Einsatz im Kommando Heer.
Mit Generalleutnant Harald Gante wurde erstmals 2023 ein Kommandeur Feldheer neben dem stellvertretenden Inspekteur des Heeres ernannt.
Das Feldheer der Bundeswehr umfasst die 1. Panzerdivision, die 10. Panzerdivision und die Division Schnelle Kräfte.

Im Gegensatz dazu ist die Heimatschutzdivision des Heeres ausschließlich zum Schutz des deutschen Staatsgebietes vorgesehen.